# Selezione maschile di calcio delle Isole Orcadi
La Selezione di calcio delle Isole Orcadi è la rappresentativa di calcio delle Isole Orcadi, appartenenti al territorio della Scozia, della quale sono una delle 32 regioni unitarie. Dipende dalla Orkney Amateur Football Association.
Non fa parte né della FIFA né della UEFA e quindi non partecipa alle qualificazioni per le fasi finali dei Mondiali di calcio.
Essendo membro dell'International Island Games Association, questa rappresentativa partecipa saltuariamente agli Island Games; il migliore piazzamento in questo torneo risulta essere l'ottavo posto conquistato nel 2003.
La squadra contro la quale la rappresentativa delle Orcadi ha disputato il maggior numero di incontri è la selezione delle vicine Isole Shetland, alla quale annualmente contende la Milne Cup.

## Piazzamenti agli Island Games
| Anno   | Turno            | Posizione | G  | V | N | P  | GF | GS |
| ------ | ---------------- | --------- | -- | - | - | -- | -- | -- |
| 2001   | Finale 11º posto | 12°       | 4  | 0 | 0 | 4  | 2  | 20 |
| 2003   | Finale 7º posto  | 8°        | 5  | 1 | 0 | 4  | 5  | 30 |
| 2005   | Finale 9º posto  | 9°        | 5  | 1 | 0 | 4  | 7  | 12 |
| Totale | 3/11             |           | 14 | 2 | 0 | 12 | 14 | 62 |

## Statistiche incontri
| Avversario     | G  | V  | N | P  | GF  | GS  |
| -------------- | -- | -- | - | -- | --- | --- |
| Alderney       | 1  | 1  | 0 | 0  | 3   | 1   |
| Anglesey       | 1  | 0  | 0 | 1  | 0   | 2   |
| Ebridi Esterne | 1  | 0  | 0 | 1  | 4   | 5   |
| Fær Øer        | 5  | 2  | 1 | 2  | 10  | 10  |
| Gibilterra     | 2  | 0  | 0 | 2  | 1   | 9   |
| Groenlandia    | 1  | 0  | 0 | 1  | 1   | 2   |
| Guernsey       | 2  | 0  | 0 | 2  | 0   | 13  |
| Isole Falkland | 2  | 1  | 0 | 1  | 3   | 4   |
| Isole Shetland | 86 | 32 | 4 | 50 | 156 | 207 |
| Jersey         | 1  | 0  | 0 | 1  | 0   | 12  |
| Rodi           | 1  | 0  | 0 | 1  | 1   | 6   |
| Saaremaa       | 1  | 0  | 0 | 1  | 1   | 2   |